# Профсоюз полиции (Германия)

Логотип GdP

Профсоюз полиции (нем. Gewerkschaft der Polizei, сокращённо GdP) — немецкий профсоюз, основанный 14 сентября 1950 года в Гамбурге, в котором организованы работники немецкой полиции. В его состав входят 180 тысяч человек. Среди них полицейские, управленческие чиновники, работники таможни и другие. В некоторых административных районах в этот профсоюз допускаются работники пожарной охраны. Внутри профсоюза существуют специальные группы, которые представляют интересы, например, женщин, работников преклонного возраста или молодых полицейских. Сам профсоюз входит, в свою очередь, в Объединение немецких профсоюзов (Deutscher Gewerkschaftsbund) и Европейское объединение полицейских EuroCOP. 